# Плохая компания (фильм, 2002)
«Плохая компания» (англ. Bad Company) — художественный фильм 2002 года Джоэла Шумахера, вышел на киноэкраны 7 июня 2002 года.

## Сюжет
Агент ЦРУ Кевин Поуп получает задание выкупить украденный чемодан с бомбой, но погибает. Поуп работал тайно как торговец произведениями искусства под именем Майкл Тёрнер. ЦРУ, любой ценой пытающееся выполнить задачу, выясняет, что у Агента Поупа есть брат-близнец, Джейк Хейс (Рок), и они были разлучены при рождении. Хейс играет в шахматы, спекулирует билетами и работает в маленьких клубах, еле-еле сводя концы с концами. Тем временем его подруга, Джули (Вашингтон) устаёт ждать, когда он повзрослеет, и решает переехать в Сиэтл, штат Вашингтон.
Когда ЦРУ начинает обучать Хейса, чтоб тот выполнил миссию в Праге (Чехия), то его недостатки поначалу тревожат их. Агент Оукс (Хопкинс) упрашивает Хейса и говорит, что тот не доверяет ему. Когда Хейс начинает прислушиваться, ЦРУ устраивает его в старой квартире, чтобы проверить и попробовать заманить тех, кто убил его брата. На Хейса нападают, но он убегает целым и невредимым. В поисках выхода из ситуации, Хейс приходит к своей приёмной матери, а Оукс идёт следом и убеждает его закончить миссию.
После прибытия в Прагу Хейс встречается с людьми, продающими бомбу в чемоданчике, изображая из себя своего погибшего брата. Продавец Адрик Вас — бывший агент КГБ со связями с русской мафией. Когда они возвращаются в гостиницу, Хейс встречает бывшую подругу своего брата Николь, которая работает репортёром CNN на Балканах. Полагая, что Хейс — его брат, эти двое вместе ужинают и по возвращении в отель попадают в засаду, устроенную покупателями-конкурентами. Николь узнает, что Хейс — не его брат.
Действуя по плану, Хейс и Оукс встречаются с Адджаником, чтобы взять коды. Но перед самым закрытием сделки люди Васа убивают его, перейдя на сторону покупателя-конкурента и террориста. Когда конкурирующие дилеры, являющиеся частью террористической организации, узнают, что не могут взорвать бомбу из-за отсутствия доступа к компьютеру, они похищают Джули. Хейс выдаёт себя, пытаясь сохранить жизнь своей девушке, а террорист получает доступ и вооружает бомбу.
Теперь начинается гонка за Хейсом и бомбой. По номеру телефона одного из террористов они узнают, что бомба на Главной Центральной Станции. По тиканью часов они определяют местонахождение бомбы и Андре, который запустил обратный отсчёт. Оукс спасает Хейса, уничтожив двух террористов. Когда Хейс начинает вводить коды разоружения бомбы, приходит Андре, держа Джули в заложниках. Чтобы отвлечь Андре, Хейс стреляет в Оукса, а тот убивает Андре. Хейс останавливает бомбу за 12 секунд до взрыва.

## В ролях
| Актёр            | Роль                                   |
| ---------------- | -------------------------------------- |
| Энтони Хопкинс   | Офицер Оукс                            |
| Крис Рок         | Джейк Хейс / Кевин Поуп / Майкл Тёрнер |
| Петер Стормаре   | Адрик Вас                              |
| Габриел Махт     | Офицер Сил                             |
| Керри Уашингтон  | Джули                                  |
| Адони Маропис    | Прихвостень Джармы / Драгана #1        |
| Гарсель Бове     | Николь                                 |
| Мэтью Марш       | Драган Адджаник                        |
| Драган Миканович | Мишель «Молот» Петров                  |
| Джон Слэттери    | Роланд Ятс                             |
| Брук Смит        | Офицер Суансон                         |
| Дэниел Санжата   | Офицер Кэрью                           |
| ДеВоун Лоусон    | Офицер Париш                           |
| Уиллс Роббинс    | Офицер Маккэйн                         |
| Марек Вазут      | Андре                                  |
| Уинтер Эйв Золи  | маникюрша                              |

## Прокат и критика
В прокате фильм не имел большого успеха, заработав лишь 30,1 млн долл. в США и 35,1 млн долл. вне США — 65 977 000 долл. в общем. Фильм первоначально планировали выпустить в ноябре 2001 г. Из-за событий 11 сентября 2001 года фильм был отложен, особенно так как в кино речь идёт о террористическом нападении на Нью-Йорк.
Фильм также был плохо принят и кинокритиками. На сайте кинообзоров Rotten Tomatoes фильму дали 10%-ю «гнилую» оценку. Уильям Арнольд из Seattle Post Intelligencer назвал фильм «дико перегруженным, неадекватным и направленным на угождение всем (и никому)». Роджер Эберт замечает в Chicago-Sun Times, что в это кино «запихнуто слишком много готовых элементов».
Однако Дэвид Хантер из Hollywood Reporter отметил в фильме наличие «всех знакомых элементов Брукхаймера, и Шумахер сделал наверно столь же хорошую работу, как любой другой, при описании столкновения стилей действия и экранных персон Хопкинс/Рок».